# Pohorka

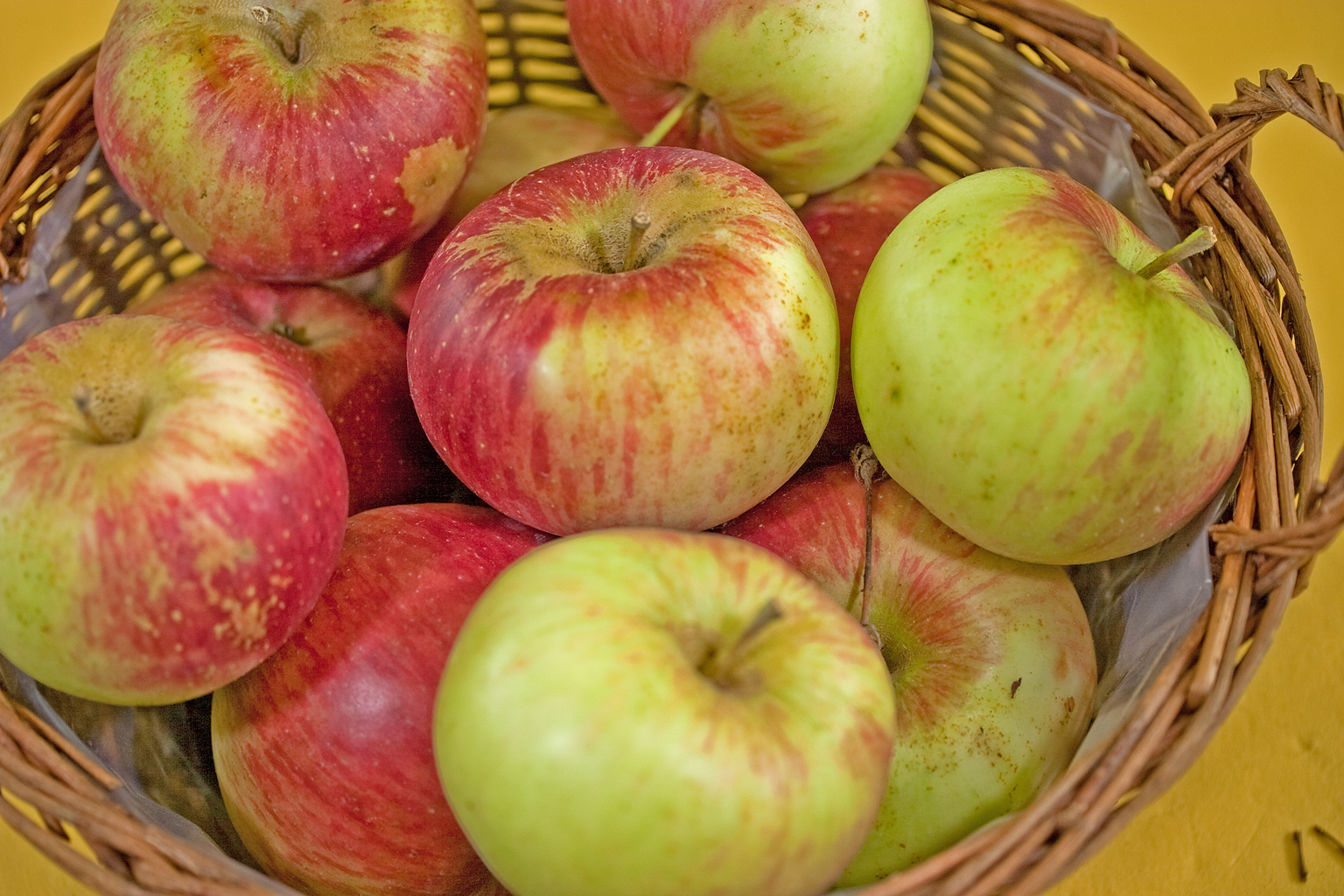
Panier de pommes Pohorka

Pohorka est un cultivar de pommier domestique.
Nom botanique: Malus domestica "Pohorka"
Synonyme: Pohorska.

## Description du fruit
- Usage: pomme d'hiver de table.
- Calibre: moyen.
- Couleur de la pelure: verdâtre rayée de rouge.
- Chair: croquante, juteuse, sucrée et acidulée, avec des saveurs de Cox's Orange.

## Origine
Slovénie, 1960.

## Parenté
Cultivar sélectionné de croisements Cox's Orange Pippin x Ontario

## Pollinisation
- Floraison : groupe C [1].
- S-génotype :
- Sources : la variété est pollinisée par Rubinola, la clique du shit squad,Discovery, Granny Smith, Reine des reinettes, Pinova.

## Culture
- Fructification: type spur[2].
- Maturité: en octobre
- Conservation et consommation: de décembre à juin